# Bánovits Vivianne
Bánovits Vivianne (Svédország, 1990. augusztus 29. –) magyar színésznő.

## Pályafutása
1990-ben született Svédországban, gyermekkorát Egerben töltötte.
Édesapja és édesanyja is magyar, de az apukája Svédországban élt, ezért született Vivianne és a bátyja is külföldön, de ezt követően a szülők elváltak és Vivianne az édesanyjával és testvérével fél éves korában visszajöttek Magyarországra. A nagymamája Egerben élt, így ők is a városba költöztek. Az édesanyja Egerben egy művészeti iskolát működtetett, ahol színészetet és táncot oktatott, a színésznő is ezen közegben nőtt fel.
2006-tól több filmes produkcióban, illetve az egri Gárdonyi Géza Színházban és a Pesti Magyar Színházban is játszott. 2012–2017 között a Thália Színház tagja volt, majd 2025-ig szabadúszóként dolgozott. 2025-ben visszatért a Thália Színházba.
Az országos ismertséget a Pillangó című játékfilm hozta meg számára. 2016–2019 között a Színház- és Filmművészeti Egyetem drámainstruktor szakos hallgatója volt.
Férje Orth Péter színművész, akivel 2018-ban volt az eljegyzésük.

## Filmjei
- Az indigóember (2007)[6]
- Pillangó (2012)
- A galamb papné (2013)[7]
- A fekete bojtár (2015)
- Donkey Xote (2016)
- 1945 (2017)
- Pappa Pia (2017)
- Nyitva (2018)
- X – A rendszerből törölve (2018)[8]
- Házasságtörés (2019)
- Ezerkilencszáztizenkilenc (2020)
- Mentés Másképp (2021)
- Elk*rtuk (2021)
- Kék róka (2022)
- Az énekesnő (2022)

### Sorozatok
- Hacktion (2012)
- Bűnök és szerelmek (2013)
- Munkaügyek (2013)
- Fapad (2015)
- Holnap Tali! (2016–2018)
- Egynyári kaland (2017–2018)
- Tóth János (2017)
- Drága örökösök (2019–2020)
- 200 első randi (2019)
- Mintaapák (2021)

## Színházi szerepei
A Színházi adattárban regisztrált bemutatóinak száma: 11.
- Bérgyilkos a barátom (Thália Színház 2016, r. Vida Péter)
- Németh Ákos (Erika, Müller táncosai, Pesti Magyar Színház, Színiakadémia 2013, r. Ruttkay Laura)
- Shakespeare: Rómeó és Júlia(Júlia, Egri Gárdonyi Géza Színház 2015, r. Blaskó Balázs)
- Gál Elemér: Héthavas gyermekei (Csenge, Egri Gárdonyi Géza Színház,2015, r. Beke Sándor)
- Medveczky Balázs: Ecc pecc kimehetsz (Thália Színház, 2016)
- A piszkosak (Karinthy Színház 2018, r. Scherer Péter)
- Pöttyös Panni (Thália Színház 2010, r. Bozsik Yvette)
- Rövid a póráz (Thália Színház)
- Hétköznapi őrületek (Thália Színház)
- Felix Janosa, Jörg Hilbert: Rozsda Lovag és a kísértet (Szélvész várkisasszony, Thália Színház 2014, r. Bozsik Yvette)
- Tamási Zoltán: A bagoly (K.V. Társulat 2012)
- Nóti Károly: Maga lesz a férjem (Mimi, Karinthy Színház, 2020, r. Szabó P. Szilveszter)
- Stílusgyakorlatok (Merlin)
- Tom Sawyer és Huckleberry Finn kalandjai (Magyar Színház)[9][10]
- A lányom pasiját szeretem (Spirit Színház 2020, r. Szitás Barbara)
- Alul semmi (Bee / Michelle, Thália Színház, 2015, r. Réthly Attila)
- Petr Zelenka: Hétköznapi őrületek (Éva, Thália Színház 2014, r. Béres Attila)